# Березовские минеральные воды

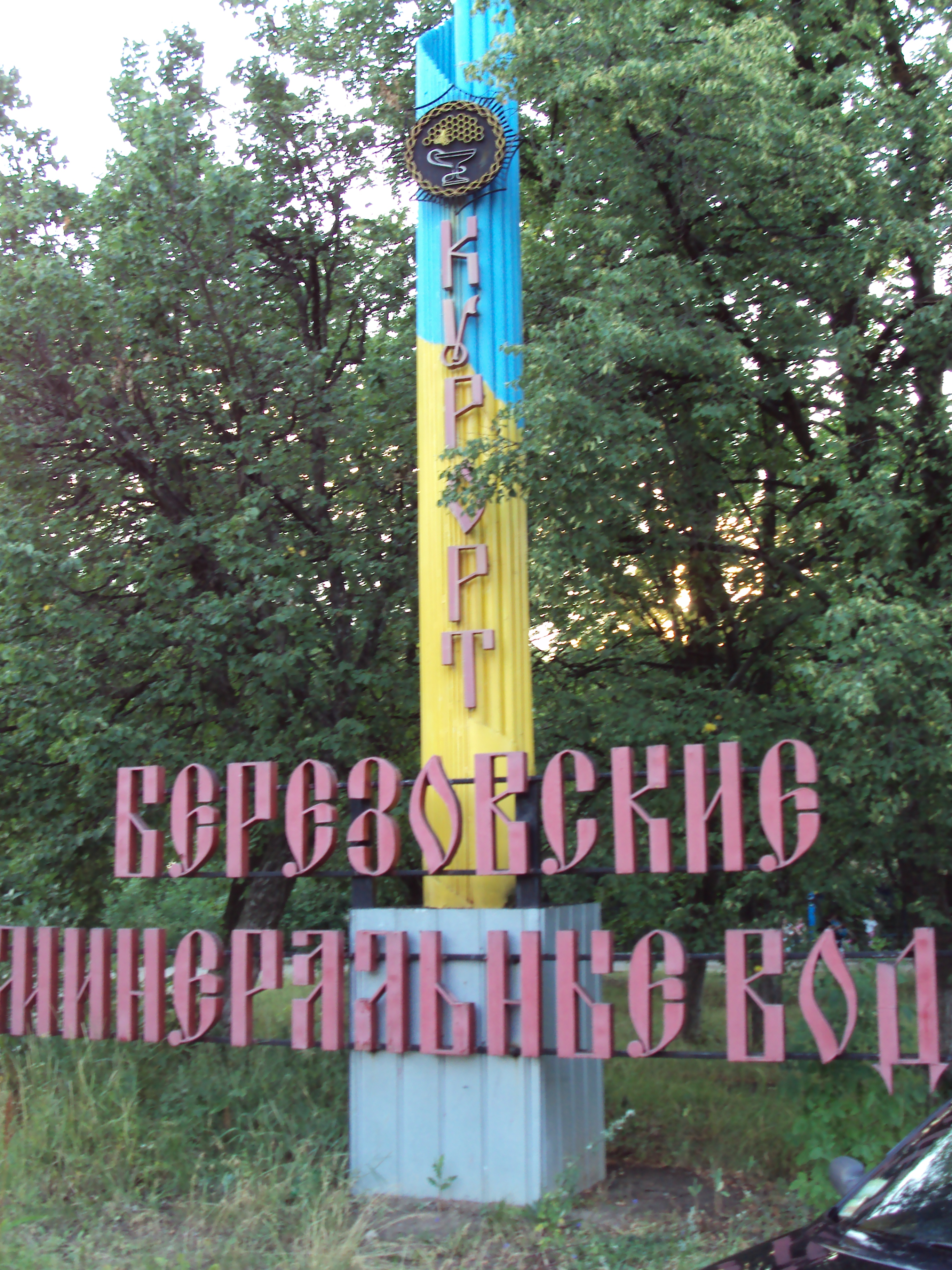
Знак при входе на курорт

Березо́вские минера́льные во́ды (Берминво́ды), реже упоминается — Берёзовские минера́льные во́ды — бальнеологический, преимущественно питьевой, курорт, находящийся в 25 км на запад от Харькова. Является одним из старейших подобных европейских курортов. Основным природным лечебным фактором курорта является питьевая минеральная вода «Березовская» — слабоминерализованная гидрокарбонатная кальциево-натриево-магниевая вода с содержанием кремниевой кислоты (0,036 г/л) и значительным содержанием органических веществ (0,016 г/л).

## География
Курорт находится на Украине в Харьковской области, Дергачёвском районе, в 25 км на запад от Харькова, на левом склоне Берёзовой балки, которая выходит в долину реки Уды.
Расположен на высоте 175 м над уровнем моря на склонах Березовской балки. Климат умеренно континентальный: теплое, сухое лето (среднемесячная температура в июле +28 °С) и умеренно мягкая зима (среднемесячная температура в январе —7 °С). Количество осадков — 511 мм за год.